# バライロムクドリ

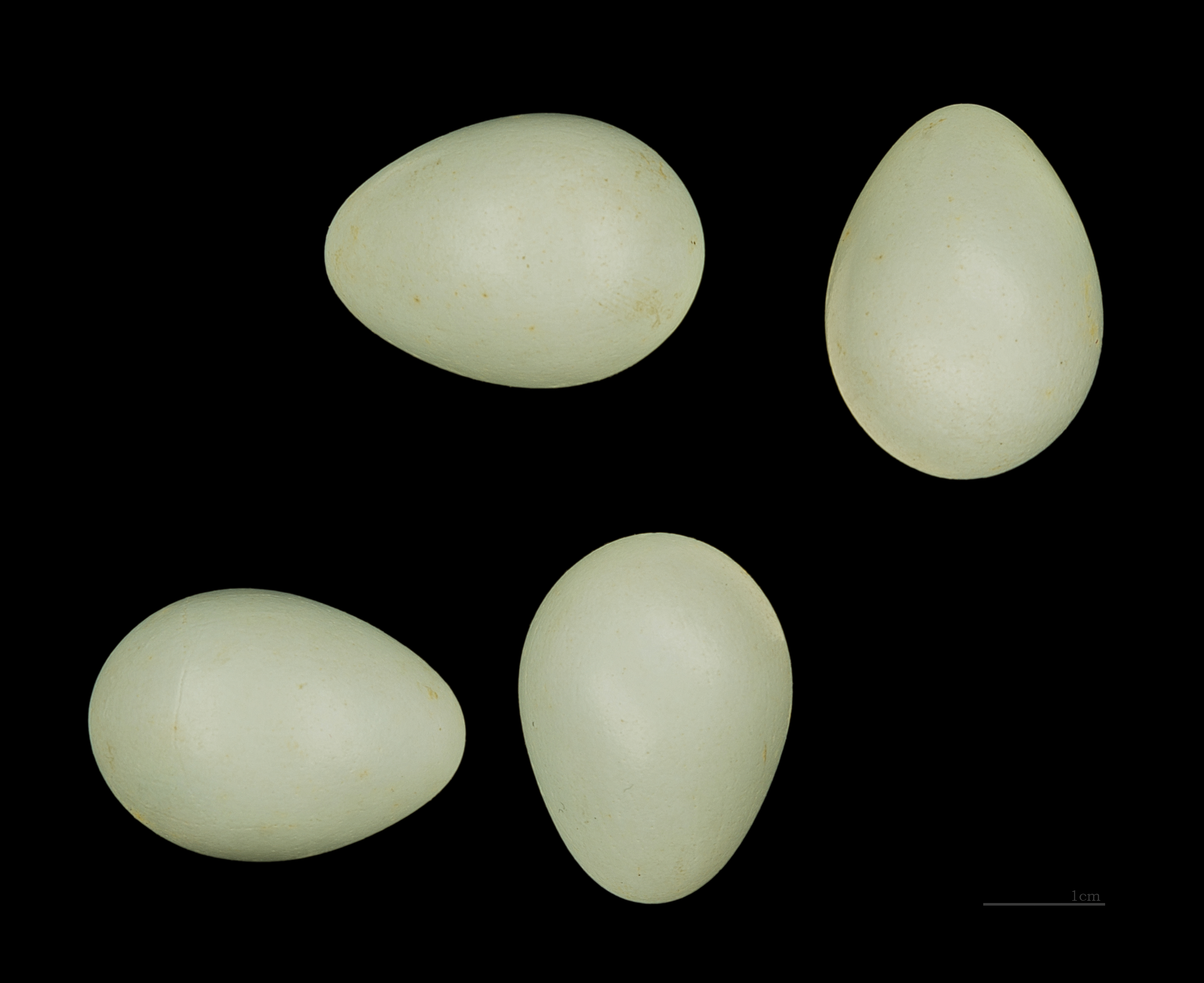
Sturnus roseus

バライロムクドリ（薔薇色椋鳥、Sturnus roseus）は、スズメ目ムクドリ科に分類される鳥類の一種。学名の由来は体色から。モモイロハッカ（桃色八哥）とも呼ばれている。

## 形態
全長19-22cm。雌雄はほぼ同色。
成鳥の夏羽は頭から胸、翼と尾から下尾筒は黒色。頭部には青紫の光沢があり、翼と尾には緑色光沢がある。後頭部の羽毛は長く、冠羽となる。背から腰にかけてと腹は桃色。これが薔薇色と呼ばれる所以である。嘴は桃色で基部は黒く、足も桃色を帯びている。
冬羽は夏羽と似るが、全体的に色が鈍くなり、冠羽も短い。
幼鳥は冠羽がなく、全体的に淡褐色で腹と腰は特に淡い。嘴は橙褐色で翼と尾、下尾筒は黒褐色で翼の各羽の羽縁の淡色が明瞭。

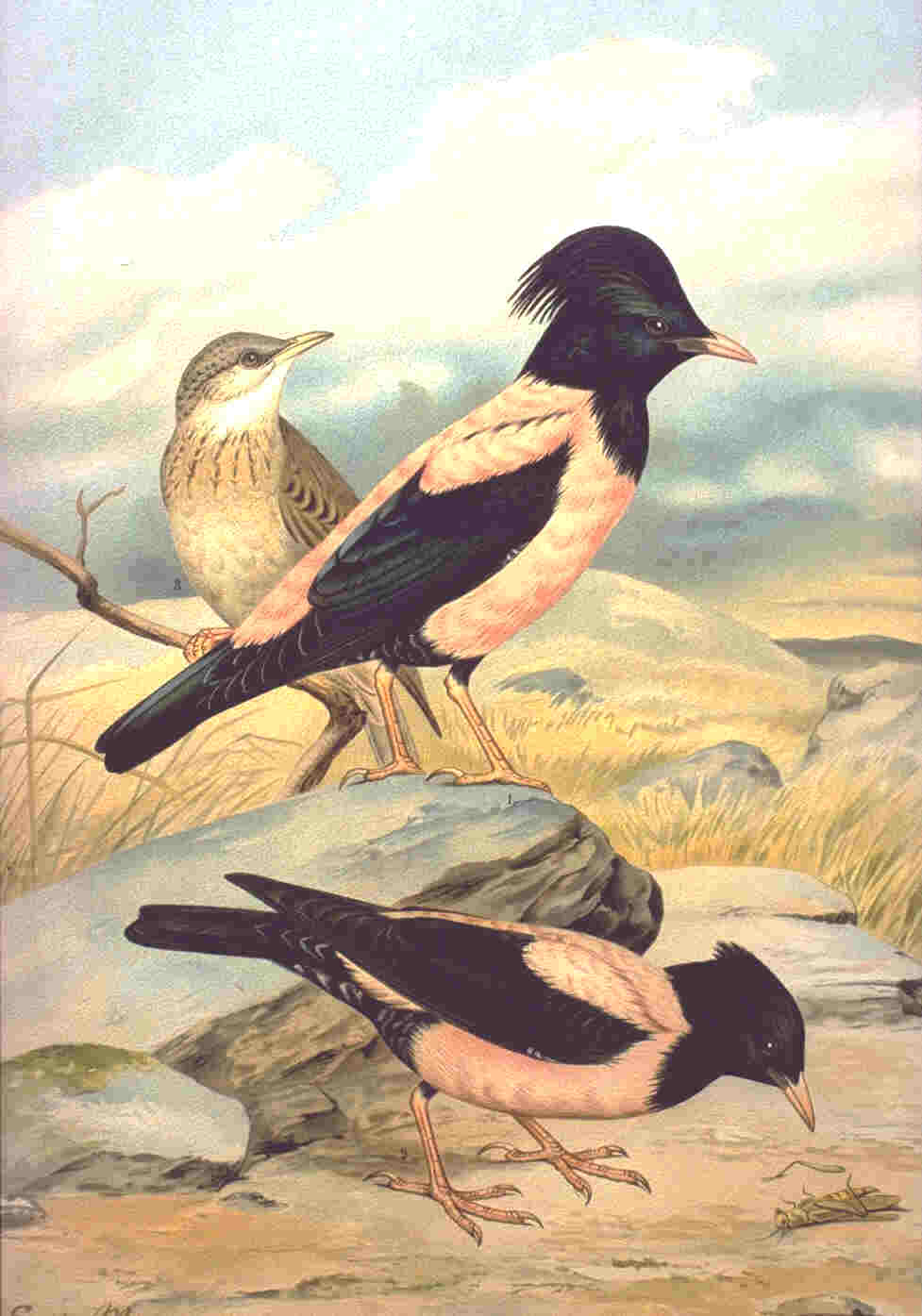
夏羽の雄（中央）、雌（前）、若鳥（奥）

若鳥では頭部に黒い羽毛が生じる。

## 分布
本種は中国西部や中央アジアの乾燥地帯からヨーロッパ中南部にかけ分布している。越冬地はインドや西アジアなど、繁殖地はウクライナやトルコからイラン、アフガニスタン、カザフスタン、中国西北部にかけての地域である。
日本には稀な迷鳥として飛来する。石川県舳倉島、高知県高知市、鹿児島県の出水市・奄美大島や沖縄県の沖縄本島・石垣島・宮古島・与那国島、東京都江戸川区などで観察例がある。

## 生態
本種は群れで繁殖し、他のムクドリ類のように、大規模な越冬の群れを形成する。
昆虫を好む。

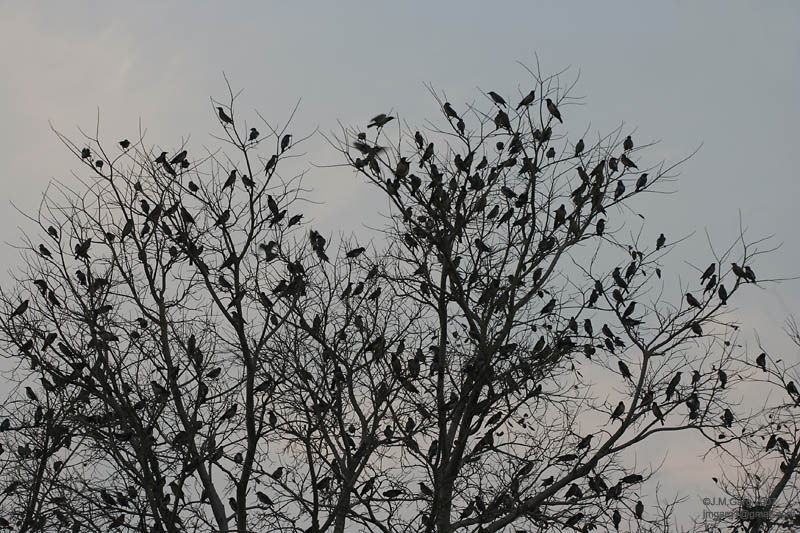
夕方、ねぐらにつく前に集まっている、
インドのグジャラート州のバドダラにて

日本で見られる場合、ムクドリ科の群中（ムクドリ、ホシムクドリなど）で共に生活していることが多い。

### 鳴き声
地鳴きは「キュルリ」、「チッ」、「パーッ」など。